# Diócesis de Jaén
La diócesis de Jaén (en latín: Dioecesis Giennensis) es una circunscripción eclesiástica de la Iglesia católica en España. Se trata de una diócesis latina, sufragánea de la archidiócesis de Granada. Desde el 25 de octubre de 2021 su obispo es Sebastián Chico Martínez.

## Territorio y organización

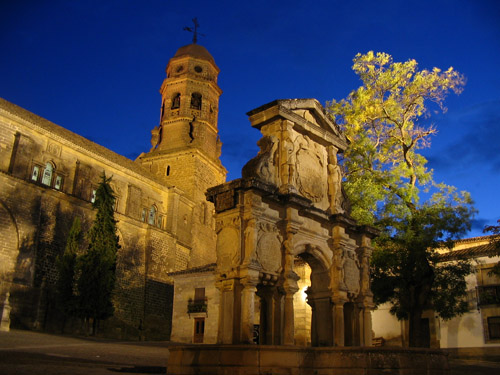
Catedral de la Natividad de Nuestra Señora, en Baeza

La diócesis tiene 13 498 km² y extiende su jurisdicción sobre los fieles católicos de rito latino residentes en la provincia de Jaén de la comunidad autónoma de Andalucía. 
En 2021 en la diócesis existían 201 parroquias agrupadas en 15 arciprestazgos:
- Arciprestazgo de Jaén «Virgen de la Capilla»
- Arciprestazgo de Jaén «Nuestra Señora del Valle»
- Arciprestazgo de Alcalá la Real
- Arciprestazgo de Martos-Torredonjimeno
- Arciprestazgo de Úbeda
- Arciprestazgo de Baeza
- Arciprestazgo de Mágina
- Arciprestazgo de la Sierra de Segura
- Arciprestazgo del Condado-Las Villas
- Arciprestazgo de Andújar
- Arciprestazgo de Cazorla
- Arciprestazgo de La Carolina
- Arciprestazgo de Bailén-Mengíbar
- Arciprestazgo de Linares
- Arciprestazgo de Arjona

### Catedrales y basílicas
La sede de la diócesis se encuentra en la ciudad de Jaén, en donde se halla la Catedral de la Asunción de la Virgen. En Baeza se encuentra la excatedral de la Natividad de Nuestra Señora. Debido a la historia de las dos catedrales el cabildo catedralicio está formado por canónigos de ambas, ocupando dos tercios del mismo los canónigos de Jaén y el tercio restante, los canónigos de Baeza. Por su parte, existen cuatro basílicas menores desde la declaración de la basílica de Santa María la Mayor de Linares en 2016. Las cuatro basílicas fueron declaradas durante el episcopado de Ramón del Hoyo López.
Catedral de Jaén
La Catedral de la Asunción de la Virgen de Jaén es la sede episcopal de la diócesis desde 1249. Está consagrada a la Asunción de la Virgen desde la reconquista de la ciudad por el rey san Fernando III de Castilla en 1246. El actual templo sigue la marcada traza renacentista marcada por Andrés de Vandelvira. Conserva la reliquia del Santo Rostro.
Catedral de Baeza
La Catedral de la Natividad de Nuestra Señora de Baeza fue la sede diocesana desde la reconquista de la ciudad por Fernando III en 1227 hasta 1249 que se trasladó a Jaén. Anteriormente, fue mezquita, excepto por el periodo de tiempo en el que la ciudad fue conquistada por Alfonso VII, en el que fue catedral dedicada a san Isidoro de Sevilla. En su interior conserva los restos del obispo san Pedro Pascual.
Basílica de San Ildefonso de Jaén
La basílica de San Ildefonso fue declarada por Su Santidad el papa Benedicto XVI en 2010. Es, después de la Catedral, la iglesia más grande y sobresaliente de la capital, siendo a su vez santuario de la Virgen de la Capilla, patrona de la ciudad. En ella está sepultado el arquitecto Andrés de Vandelvira.
Basílica de Nuestra Señora de la Cabeza de Andújar
La Basílica de Nuestra Señora de la Cabeza fue declarada por el papa Benedicto XVI en 2010. En su interior se encuentra la venerada imagen la Virgen de la Cabeza, patrona de Andújar y de la diócesis. Se sitúa en el «Cerro del Cabezo», en el parque natural de la Sierra de Andújar.
Basílica de Santa María de los Reales Alcázares de Úbeda
En 2014 el papa Francisco la declaró basílica. Es el templo más importante de la ciudad de Úbeda desde su reconquista en 1233. Resultó muy dañada durante la guerra civil española y su posterior restauración. Fue nuevamente restaurado para devolverle su aspecto original hasta 2011.
Basílica de Santa María la Mayor de Linares
El 5 de mayo de 2016, el papa Francisco declaró esta iglesia linarense como basílica menor. Es el templo más importante de la ciudad, en su construcción trabajaron arquitectos como Andrés de Vandelvira y Eufrasio López de Rojas, entre otros.
|                        |
| San Ildefonso de Jaén. |

|                                 |
| Virgen de la Cabeza de Andújar. |

|                                               |
| Santa María de los Reales Alcázares de Úbeda. |

|                                  |
| Santa María la Mayor de Linares. |

### Palacio episcopal
El Palacio Episcopal está construido sobre un edificio del siglo XV reformado en los años 1980, y mantiene la fachada original. En los laterales de la puerta se encuentran los escudos episcopales y, rompiendo el frontón, el escudo real flanqueado por los del obispo Tavera. En el resto de la fachada y en el interior se conservan los escudos de distintos obispos.

### Seminario

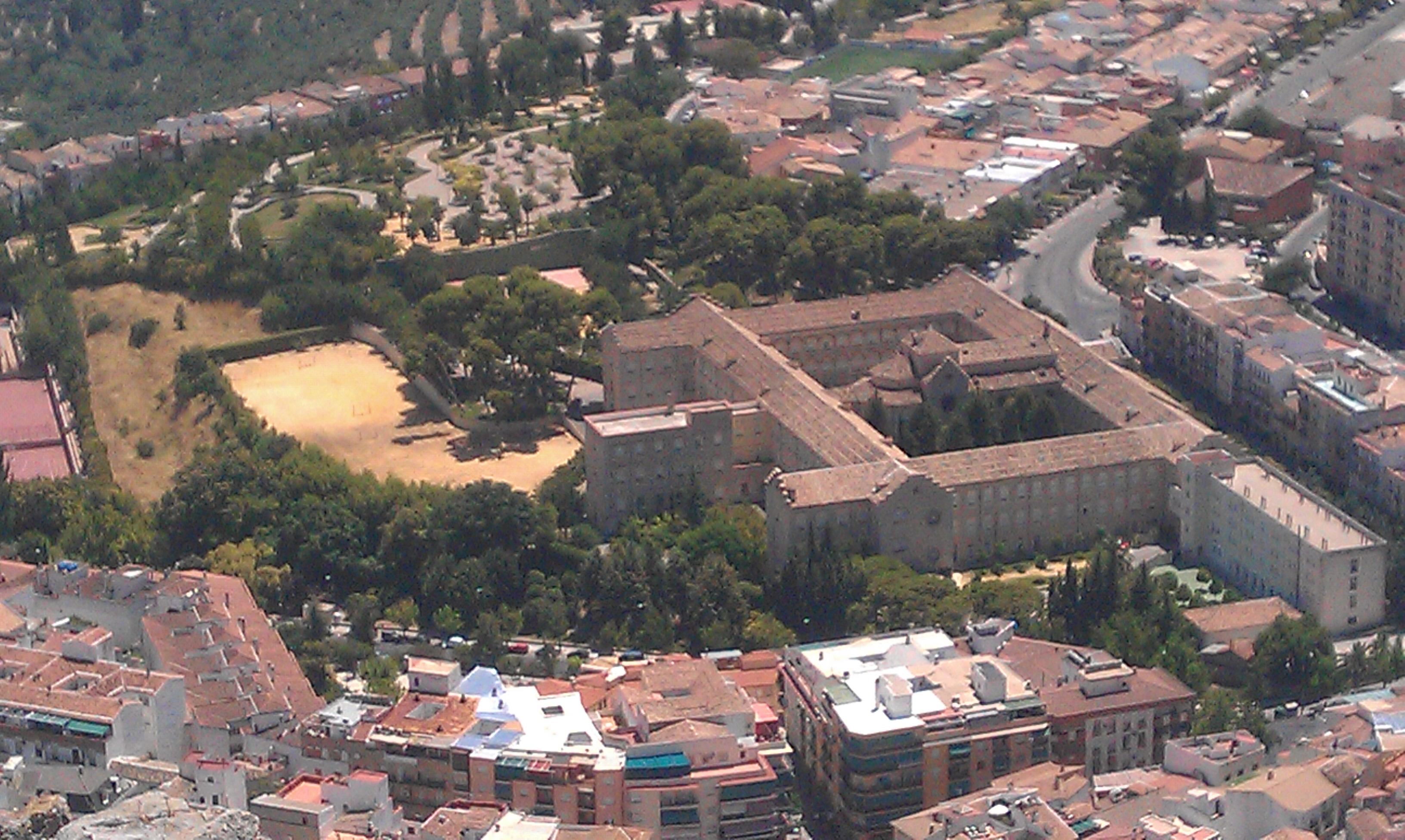
Seminario diocesano

El Seminario Diocesano de la Inmaculada y San Eufrasio está destinado a la formación de las vocaciones sacerdotales. Fue proyectado a finales del siglo XIX por Justino Flórez Llamas a petición del obispo Victoriano Guisasola y Menéndez. Las obras comenzaron en 1899 siendo inaugurada la primera fase en 1905. Su construcción finalizó en 1944. Presenta un estilo ecléctico historicista, con elementos bizantinos, góticos y renacentistas repartidos por el edificio. Presenta una fachada equilibrada y dos grandes patios a cada lado de la capilla mayor, siguiendo el modelo conventual del monasterio de El Escorial. De este modo, el edificio se basa en un paralelogramo cerrado en cuyo eje central se encuentra la capilla, en torno a la cual, se disponen dos patios simétricos. El edificio se abre a los patios mediante ventanas de arco apuntado, hastiales escalonados y arcos de medio punto. Cada uno de los patios esta presidido por esculturas de piedra blanca del Sagrado Corazón de Jesús y del Sagrado Corazón de María. La capilla mayor fue bendecida en diciembre de 1911, presenta planta de cruz latina, una nave central de inspiración renacentista y fachada herreriana con un frontón triangular coronándola.
En este edificio se encuentran: el Seminario mayor, el Seminario menor y la Residencia de estudiantes Cardenal Merino.

## Historia
La diócesis de Jaén, según una tradición tardía, es el resultado de la presencia cristiana en la zona desde que en el siglo I san Eufrasio llegase a la región y fundase la diócesis de Iliturgi, de la que fue su primer obispo. Esta diócesis sería por tanto, según dicha tradición, una de las seis diócesis católicas fundadas en España en siglo I. En la ciudad romana de Iliturgi hubo una iglesia construida en el siglo VII por el rey visigodo Sisebuto sobre el sepulcro del santo. Fue destruida en el siglo VIII durante la conquista musulmana de la península ibérica. La diócesis fue suprimida en el año 250.
Tras la supresión de la diócesis de Iliturgi en el siglo III fueron erigidas las diócesis de Tucci, ubicada en Tucci, actual Martos; y la diócesis de Mentesa, ubicada en Mentesa Bastia, actual La Guardia de Jaén; y cuyos obispos aparecen mencionados como participantes en el Concilio de Elvira. En el año 350 fue creada la diócesis de Cástulo-Cazlona, con sede en Cástulo. Fue suprimida en torno al año 400 y traslada a la diócesis de Beatia, en la actual Baeza. Todas estas diócesis fueron suprimidas en el siglo VIII con la conquista musulmana de la península ibérica, siendo actualmente diócesis titulares en la Iglesia católica.
La diócesis de Baeza fue erigida entre 656 y 675, para el traslado de la sede episcopal de Cástulo, antigua diócesis ibérica atestiguada desde principios del siglo IV. El primer obispo fue Rogato, que participó en el undécimo concilio de Toledo en 675; el segundo obispo conocido antes de la invasión árabe fue Teudisclo, que participó en el decimosexto concilio de Toledo en 693. En esta época la diócesis fue anexada a la provincia eclesiástica de la archidiócesis de Toledo.
Hay pocos vestigios de la diócesis bajo dominación árabe, durante la cual, sin embargo, sobrevivió una comunidad cristiana. De hecho, se ha transmitido el nombre de un obispo, Saro, episcopus Beatientis sedis, que envió una carta de adhesión al Concilio de Córdoba de 862. En este período Baeza era sufragánea de facto de Córdoba.
Baeza fue largamente disputada entre cristianos y musulmanes en los siglos XII y XIII. La ciudad fue conquistada definitivamente por las tropas cristianas el 30 de noviembre de 1227. Pero incluso antes de la liberación de Baeza, el arzobispo de Toledo, Rodrigo Jiménez de Rada, recibió del papa Honorio III el encargo de elegir y ordenar obispos para las regiones de futura liberación; para la sede de Beaza el arzobispo eligió al dominico Domingo, misionero en Marruecos, que fue consagrado antes del 27 de octubre de 1225 ad titulum Baeciensis Ecclesiae. Con el restablecimiento de la sede Baeciensis, Domingo tomó definitivamente posesión de su nueva sede, casi con seguridad durante 1228.
En los años siguientes, Domingo entró en conflicto con el arzobispo de Toledo, del que era sufragáneo, porque en aquel momento se desconocían por completo los antiguos límites de la diócesis. El papa Gregorio IX tuvo que intervenir varias veces para calmar los ánimos y restablecer la integridad de la diócesis.
En 1246 los cristianos reconquistaron la ciudad de Jaén y el obispo Domingo también participó en su liberación. Tras su muerte, la sede episcopal fue trasladada con la aprobación del papa Inocencio IV a Jaén, que en época árabe se había convertido en un importante centro administrativo para toda la región y por motivos de su situación estratégica, beneficiaba en la reconquista. Tanto Baeza, restaurada como diócesis en 1227, como Jaén, fueron reconquistadas por Fernando III, aunque entonces la demarcación diocesana se reducía al territorio conquistado.
El 10 de diciembre de 1492 la diócesis pasó a formar parte de la provincia eclesiástica de la archidiócesis de Granada.
Hacia mediados del siglo XVII, el obispo Fernando de Andrade y Castro estableció en Baeza el seminario diocesano, dedicado a san Felipe Neri, y en 1660 consagró la catedral de Jaén. En 1672 el seminario se trasladó a un nuevo edificio y a finales del siglo XIX, durante el episcopado de Manuel María León González y Sánchez, se trasladó a Jaén.
Veinte años después el obispo Manuel González llevó a cabo una reorganización de la subdivisión administrativa de la diócesis.
En el Concordato de 1851 se expresaba en su artículo 5.º el deseo de «adecuación de los territorios provinciales con las demarcaciones diocesanas». Sin embargo, hasta 1873 no se suprimieron las jurisdicciones especiales de la Abadía de Alcalá la Real (construida en 1340) y las vicarias de las Órdenes militares. Ante las disposiciones estatales, el papa Pío IX, por medio de cartas apostólicas, unió la Abadía de Alcalá y las vicarías de Segura, Beas y Martos a la diócesis de Jaén el 14 de julio de 1873. Por esta causa en 1893 el obispo Manuel María León González y Sánchez reorganizó territorialmente la diócesis, excepto el Adelantado de Cazorla que perteneció a la archidiócesis de Toledo hasta 1954, año que Pío XII firmó la anexión de Cazorla a la diócesis de Jaén mediante el decreto Maiori animarum de la Congregación Consistorial del 23 de abril de 1954. Así se cumplió el deseo expresado en el artículo 9.º del Concordato de 1953.
En 1959 el papa Juan XXIII reconoció a la Santísima Virgen de la Cabeza como patrona principal de la diócesis, y a san Eufrasio, uno de los siete apóstoles de España (viri apostolici), como patrono secundario.
Desde que se instauró la diócesis en 1249 siendo papa Inocencio IV han pasado un total de 70 obispos. El primero de ellos fue Pedro Martínez, que sustituyó a Domingo de Soria en la sede baezana. Fernando III desde Córdoba envió un privilegio con fecha 6 de marzo de 1249 otorgando el título de Obispo de Jaén confirmado por Inocencio IV con una bula de 14 de mayo de 1249.

## Estadísticas
Según el Anuario Pontificio 2022 la diócesis tenía a fines de 2011 un total de 626 335 fieles bautizados.
| Año                                                                             | Población            | Población | Población      | Sacerdotes | Sacerdotes    | Sacerdotes    | Bautizados por sacerdote | Diáconos permanentes | Religiosos | Religiosos | Parroquias |
| Año                                                                             | Bautizados católicos | Total     | % de católicos | Total      | Clero secular | Clero regular | Bautizados por sacerdote | Diáconos permanentes | Varones    | Mujeres    | Parroquias |
| ------------------------------------------------------------------------------- | -------------------- | --------- | -------------- | ---------- | ------------- | ------------- | ------------------------ | -------------------- | ---------- | ---------- | ---------- |
| 1950                                                                            | 780 000              | 780 000   | 100.0          | 260        | 210           | 50            | 3000                     |                      | 50         | 340        | 158        |
| 1969                                                                            | 702 284              | 702 886   | 99.9           | 398        | 289           | 109           | 1764                     |                      | 174        | 1305       | 135        |
| 1980                                                                            | 676 000              | 677 756   | 99.7           | 336        | 245           | 91            | 2011                     |                      | 144        | 1104       | 206        |
| 1990                                                                            | 650 000              | 659 939   | 98.5           | 424        | 356           | 68            | 1533                     | 1                    | 118        | 922        | 212        |
| 1999                                                                            | 630 000              | 648 551   | 97.1           | 318        | 247           | 71            | 1981                     |                      | 104        | 740        | 199        |
| 2000                                                                            | 630 000              | 648 551   | 97.1           | 304        | 232           | 72            | 2072                     |                      | 88         | 440        | 199        |
| 2001                                                                            | 631 000              | 649 662   | 97.1           | 323        | 246           | 77            | 1953                     |                      | 112        | 692        | 199        |
| 2002                                                                            | 631 000              | 649 662   | 97.1           | 300        | 243           | 57            | 2103                     |                      | 78         | 603        | 198        |
| 2003                                                                            | 631 000              | 649 662   | 97.1           | 312        | 246           | 66            | 2022                     |                      | 83         | 686        | 199        |
| 2004                                                                            | 630 000              | 651 565   | 96.7           | 308        | 246           | 62            | 2045                     |                      | 86         | 631        | 199        |
| 2006                                                                            | 655 000              | 660 284   | 99.2           | 303        | 251           | 52            | 2161                     |                      | 76         | 567        | 199        |
| 2013                                                                            | 670 800              | 674 900   | 99.4           | 283        | 247           | 36            | 2370                     |                      | 47         | 338        | 200        |
| 2016                                                                            | 665 000              | 670 000   | 99.3           | 266        | 232           | 34            | 2500                     | 2                    | 41         | 373        | 201        |
| 2019                                                                            | 643 200              | 648 250   | 99.2           | 253        | 223           | 30            | 2542                     | 2                    | 33         | 323        | 201        |
| 2021                                                                            | 626 335              | 631 181   | 99.2           | 208        | 237           | 29            | 2642                     | 4                    | 32         | 278        | 201        |
| Fuente: Catholic-Hierarchy, que a su vez toma los datos del Anuario Pontificio. |                      |           |                |            |               |               |                          |                      |            |            |            |

Además, según estadísticas oficiales, 12 seminaristas estudian en el Seminario Mayor diocesano de Jaén durante el curso 2018-2019.

## Episcopologio

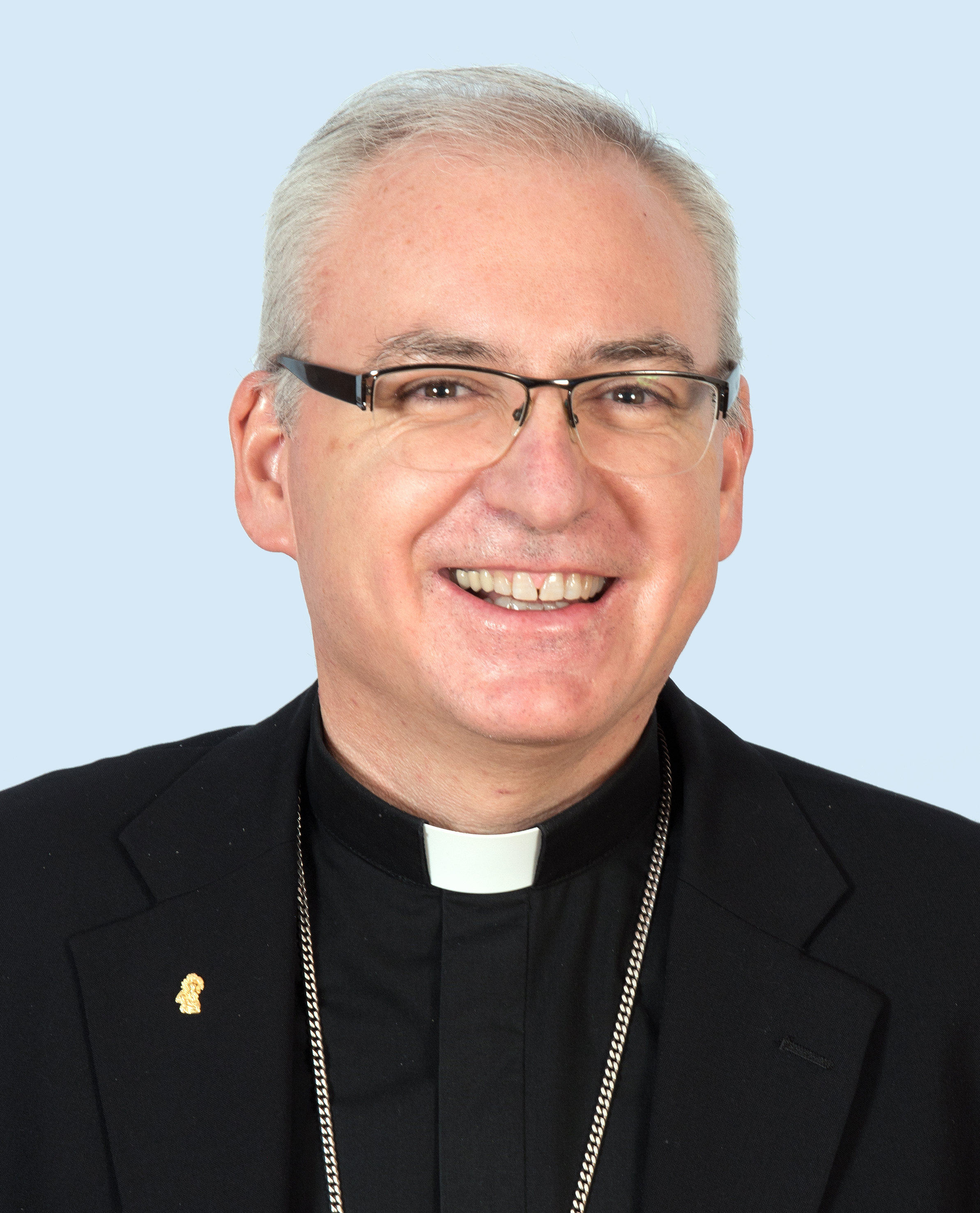
Sebastián Chico, 76.º obispo de Jaén

La diócesis ha sido gobernada por 75 obispos desde 1249, cuando Pedro Martínez fue nombrado obispo de Jaén, siendo el primero tras la sede baezana. El 25 de octubre de 2021 fue nombrado obispo Sebastián Chico Martínez y tomó posesión de la diócesis el 27 de noviembre de 2021.

## Patronos
San Eufrasio

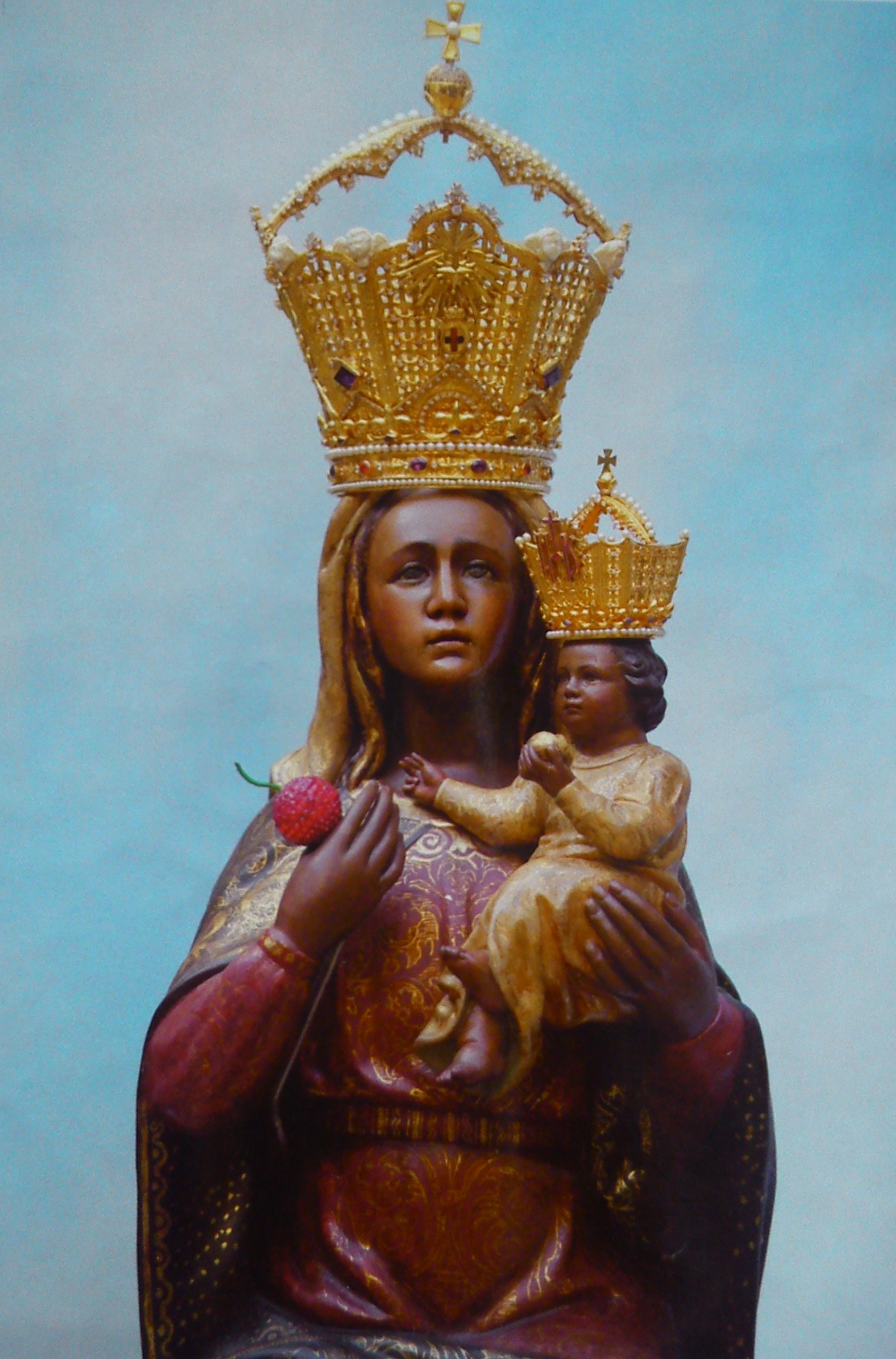
Talla de la Virgen de la Cabeza

Fue uno de los siete varones apostólicos designados por los apóstoles en Roma para evangelizar Hispania, obispo de Iliturgi, murió martirizado. Sus restos fueron trasladados durante la invasión sarracena y se encuentran en la parroquia de Santa María do Mao, en Incio, Lugo. Es patrón de Andújar y de la diócesis desde el siglo XVII.
Santísima Virgen de la Cabeza
Es la patrona de Andújar por bula del papa Pío X el 18 de marzo de 1909, siendo celebrado un año jubilar que concluyó con la coronación de la imagen por el obispo Juan José Laguarda y Fenollera el 20 de abril. Es patrona de la diócesis de Jaén por bula del papa Juan XXIII el 27 de noviembre de 1959. Un año después, en 1960 fue recoronada, en desagravio por los sucesos de la Guerra Civil, por el obispo Félix Romero Mengíbar.
En 2009, durante la celebración de su Año Jubilar, el papa Benedicto XVI la condecoró con la Rosa de Oro, «singular privilegio» con el que el papa reconoce su patronazgo sobre la diócesis, la profunda devoción con la que es venerada y la amplia historia de su romería, la más antigua del país. Le fue impuesta por el obispo de Jaén, Ramón del Hoyo López, el día 22 de noviembre de 2009 en la Catedral de Jaén. Es la primera imagen mariana de España que la recibe.

### Principales advocaciones marianas
En la diócesis de Jaén son 11 las imágenes de la Virgen María coronadas, cinco de ellas mediante coronación pontificia con bula papal: Virgen de la Cabeza, Virgen de Alharilla, Virgen de Tíscar, Virgen de la Fuensanta de las Villas y Virgen del Collado; mientras que el resto fueron coronadas canónicamente por decreto episcopal.
- Santísima Virgen de la Capilla, es la patrona de Jaén desde su proclamación por el papa Pío XII en 1950. Fue coronada el 11 de junio de 1930 por el cardenal primado y arzobispo de Toledo Pedro Segura y Sáez y recoronada en 1956.

- Virgen de Tíscar, es la patrona de Quesada, fue coronada mediante bula del papa Pío XII, por el cardenal primado y arzobispo de Toledo, Enrique Plá y Deniel, y por el obispo Félix Romero Menjíbar, en 1954.[23]

- Virgen de la Fuensanta, es la patrona de Villanueva del Arzobispo, Villacarrillo, Iznatoraf y Sorihuela del Guadalimar, conocidos como «Las Cuatro Villas», fue coronada mediante bula del papa Pío XII en 1956.[24]

- Santa María de la Villa, de la ciudad de Martos, fue coronada por el obispo Félix Romero Mengíbar en 1964.[25][26]

- Virgen del Castillo, es la patrona de Vilches coronada en 1971.

- Virgen de Linarejos, es la patrona de Linares, fue coronada por el por el nuncio, Manuel Monteiro de Castro, y el obispo Santiago García Aracil, en 2004.[27]

- Virgen del Collado, es la patrona de Santisteban del Puerto, fue coronada mediante bula del papa Benedicto XVI, por el obispo Ramón del Hoyo López en 2006.[28]

- Nuestra Señora de Alharilla, es la patrona de Porcuna, fue coronada por el obispo Ramón del Hoyo López el 23 de agosto de 2014.[29]

- Nuestra Señora de las Mercedes, es la patrona de Alcalá la Real, fue coronada por el obispo Ramón del Hoyo López en 2014.[30]

- Nuestra Señora de Zocueca, es la patrona de Bailén, el obispo Ramón del Hoyo López aprobó el expediente de coronación el 3 de mayo de 2016. Fue coronada el 6 de mayo de 2017[31] por el obispo Amadeo Rodríguez Magro.[32][33]

- Virgen de la Fuensanta, es la patrona de Alcaudete. La coronación estaba prevista el 10 de octubre de 2020,[34] pero tuvo que ser pospuesta por la pandemia de COVID-19, para ser finalmente coronada por el obispo Sebastián Chico Martínez el 1 de octubre de 2022.[35]

|                       |
| Virgen de la Capilla. |

|                             |
| Virgen de Tíscar en piedra. |

|                      |
| Virgen de Linarejos. |

|                      |
| Virgen de Alharilla. |

## Santos y beatos de la diócesis
La diócesis de Jaén cuenta con santos desde los primeros tiempos de la cristiandad. Hasta Jaén, llegaron en el siglo I, dos de los siete varones apostólicos enviados por san Pedro y san Pablo a evangelizar Hispania, san Eufrasio y san Isicio. Tiempo después, con la invasión islámica de la península, destacó la figura del sacerdote san Amador de Tucci que fue martirizado en Córdoba. También fue martirizado por los musulmanes el obispo san Pedro Pascual, cuyos restos se encuentran en el altar mayor de la Catedral de Baeza, así como el beato Marcos Criado. Desde la Edad Media destacaron importantes religiosos como santa Potenciana de Villanueva, así como, misioneros que participaron en la evangelización de América, como el venerable Juan Bautista Moya conocido como el Apóstol de Tierra Caliente o la venerable sor Mónica de Jesús.
Durante la guerra civil española fueron muchas las víctimas de la persecución religiosa, como san Pedro Poveda, fundador de la Institución Teresiana, los beatos Manuel Aranda Espejo, Francisca de la Encarnación o los beatos diocesanos José María López Carrillo, O.P., asesinado en Madrid junto a siete religiosos más, y Bernardino María de Andújar, T.C., asesinado en Valencia. Por su parte, los beatos Francisco Martínez Garrido, martirizado en Vélez Rubio, y Aquilino Rivera Tamargo, que lo fue en Almería, ambos originarios de la diócesis, fueron beatificados el 25 de marzo de 2017 por Angelo cardenal Amato junto a otros 113 mártires. En la diócesis giennense fueron martirizados el beato trinitario Mariano de San José y compañeros mártires, los beatos José de Jesús y María, Prudencio de la Cruz, Segundo de Santa Teresa y Juan de Jesús y María, cuyos restos se veneran en el santuario de la Virgen de la Fuensanta de Villanueva del Arzobispo; así como, los mártires Manuel Galcerá Videllet, O.D. y Aquilino Pastor Camberos, O.D..
El también beato Manuel Basulto Jiménez, obispo de Jaén que fue uno de los trece obispos asesinados durante la contienda; el obispo fue martirizado y posteriormente beatificado con otros mártires diocesanos, Félix Pérez Portela, vicario general y deán de la catedral, Francisco Solís Pedrajas, párroco y arcipreste de Mancha Real, Francisco de Paula López Navarrete, párroco y arcipreste de Orcera, José María Poyatos Ruiz, joven de Acción Católica, y la religiosa Victoria Valverde González, superiora del convento–colegio del Instituto Calasancio Hijas de la Divina Pastora de Martos. 
Desde 2016, se encuentra abierto proceso de beatificación del martirio de 130 fieles diocesanos, nombrado como «Proceso del Martirio de D. Manuel Izquierdo Izquierdo y 129 compañeros», en el que se encuentran, 109 sacerdotes, una religiosa de clausura, un matrimonio, 17 varones seglares y un sacristán con discapacidad intelectual, asesinados todos entre los años 1936 y 1939 en Jaén y su provincia, en Constantina (Sevilla), Granada y Vallecas (Madrid).
En época moderna destaca el beato Manuel Lozano Garrido, conocido como Lolo, y Josefa Segovia Morón, primera directora de la Institución Teresiana, en proceso de beatificación. Desde 2011 a 2013 se llevó a cabo en la diócesis, por petición de las Esclavas del Divino Corazón, el proceso instructorio diocesano super miro del beato Marcelo Spínola y Maestre, en el que se estudió un posible milagro para su canonización.
|                    |
| San Pedro Pascual. |

|                   |
| San Pedro Poveda. |

|                                    |
| Beata Francisca de la Encarnación. |

|                                 |
| Beato Francisco Solís Pedrajas. |

### Otros religiosos destacados
Desde la conquista de los territorios de la actual diócesis de Jaén, destacaron diferentes religiosos que alcanzaron la dignidad episcopal. Este hecho se acrecentó desde la renovación que supuso para la Iglesia el concilio de Trento. Tanto que la diócesis de Jaén se llegó a considerar «tierra de obispos», debido al gran número de religiosos que fueron obispos en diferentes partes del mundo. Así, de la época anterior a Trento, destacan Rodrigo Fernández de Narváez, obispo de Jaén en 1383, Martín Fernández de Vilches, obispo de Ávila en 1456; y Gutierre de la Cueva, obispo de Palencia en 1461. Ya en el siglo XVI Luis Cabeza de Vaca, fue obispo de Canarias, Salamanca y Palencia; Pedro Fernández de Jaén, obispo auxiliar de Jaén en 1525 y Alonso Cristóbal Arquellada, obispo auxiliar de Jaén en 1550. Entre todos destacan los cardenales Esteban Gabriel Merino, que fue arzobispo de Bari en 1513, obispo de León, de Jaén, Patriarca de las Indias Occidentales y obispo de Gaeta; y Gaspar Ávalos de la Cueva, que fue obispo de Guadix y arzobispo de Granada y de Santiago de Compostela.
Desde la celebración del concilio de Trento, destacan Martín Pérez de Ayala, obispo de Guadix, de Segovia y arzobispo de Valencia; Maximiliano de Austria, obispo de Cádiz, de Segovia y arzobispo de Santiago de Compostela, Diego de los Cobos, obispo de Ávila y de Jaén; y Francisco de Toral, O.F.M., primer obispo de Yucatán. A este, le siguieron en América Diego de Zambrana y Guzmán, primer obispo de la Paz y arzobispo electo de la Plata; y Antonio de Raya Navarrete, obispo de Cuzco. También en esta época, fray Gaspar de Torres, O. de M. fue obispo auxiliar de Sevilla en 1570.
Antes de finalizar el siglo XVI fueron nombrados Francisco Terrones del Caño, obispo de Tuy y de León; Fernando Suárez de Figueroa obispo de Canarias en 1587 y posteriormente de Zamora; Antonio Calderón de León obispo de Puerto Rico en 1593, obispo de Panamá y obispo de Santa Cruz de la Sierra; Juan Fonseca obispo de Guadix en 1594; y Manuel Quero Turillo, obispo de Cefalú en 1596.
Ya en el siglo XVI se encuentran Melchor de Soria y Vera, que fue obispo auxiliar de Toledo en 1602; Pedro de Villarreal, obispo de Nicaragua y Costa Rica en 1603, Diego Guevara, O.S.A., obispo de Nueva Cáceres en 1616; Manuel Esteban de Munuera, obispo de Cefalú 1621; y Mendo de Benavides, nombrado obispo de Segovia en 1633 y posteriormente de Cartagena. Por otro lado, Antonio Calderón fue electo arzobispo Granada en 1654, pero falleció antes de su consagración.
En los siguientes siglos, destacan los obispos Bartolomé San Martín y Uribe, obispo de Palencia en 1734, Justo Alfonso Aguilar, O.P., vicario apostólico coadjutor de Fo-Kien en 1848; el cardenal Francisco de Paula Benavides Navarrete, O.S., obispo de Sigüenza en 1858 y patriarca de la Indias Occidentales en 1875; y Maximiano Fernández del Rincón y Soto Dávila obispo de Teruel-Albarracín en 1891 y posteriormente obispo de Guadix-Baza. 
En los siglo XX y XXI encontramos a Rafael Álvarez Lara obispo de Guadix-Baza y de Mallorca; Antonio Ceballos Atienza obispo de Ciudad Rodrigo y de Cádiz-Ceuta; y Justo Mullor García, presidente de la Academia Pontificia Eclesiástica y arzobispo titular de Volsinium en 1979. Por último, destacan los cardenales José Manuel Estepa Llaurens, arzobispo castrense de España; y José Cobo Cano, arzobispo de Madrid en 2023.
También cabe destacar a los sacerdotes miembros de la curia romana Gutierre González Doncel, Alfonso Chacón y Fernando Chica Arellano. Así como, a los misioneros Juan Bautista Moya, Francisco de la Cruz, María Teresa de la Asunción Martínez y Galindo y Cristóbal de Molina.